# آدم رشيد
آدم طالب عبد الخالق رشيد (مواليد 10 يوليو 2006) لاعب كرة قدم محترف يلعب كمدافع لنادي ماريبور في الدوري السلوفيني الممتاز. ولد في الدنمارك، ويمثل العراق دولياً على مستوى الشباب.

## النشأة
وُلِد آدم في 10 يوليو 2006 في كوبنهاجن لأم ليتوانية وأب عراقي، انتقل إلى الدنمارك في عام 1996 كلاجئ سياسي.والتحق بالمدرسة الثانوية في آلبورغ.

## مسيرته الكروية
في 6 أغسطس 2024، وقع آدم عقدًا لمدة عامين مع نادي ماريبو من الدوري السلوفيني الممتاز في صفقة انتقال مجانية من نادي تورينو.

## مسيرته الدولية
كان آدم جزءًا من منتخب العراق تحت 20 سنة الذي وصل إلى نهائي كأس آسيا تحت 20 سنة 2023. ومع نفس الفريق، شارك أيضًا في كأس العالم تحت 20 سنة لكرة القدم 2023، حيث لعب 90 دقيقة كاملة في جميع مباريات دور المجموعات الثلاث.

## الأوسمة
منتخب العراق تحت 20 سنة لكرة القدم
- وصيف كأس آسيا للشباب تحت 20 سنة : 2023[3]

## الروابط الخارجية
- آدم رشيد في سوكرواي